# Autorité combinée du Yorkshire du Sud
L'autorité combinée du Yorkshire du Sud (en anglais : South Yorkshire Mayoral Combined Authority) est une autorité combinée du Yorkshire du Sud, dans le centre de l'Angleterre, au Royaume-Uni.

## Historique
La région de Sheffield fait partie des huit régions définies dans un document de 2004 intitulé : Moving Forward: The Northern Way, établi en collaboration entre trois agences régionales de développement du Nord.
L'autorité combinée est créée le 1er avril 2014, en vertu de la loi de 2009 sur la démocratie locale, le développement économique et la construction, sous le nom officiel d'« autorité combinée de Barnsley, Doncaster, Rotherham et Sheffield ». Elle porte d'abord le nom d'« autorité combinée de la région de la ville de Sheffield » (Sheffield City Region Combined Authority, puis en 2018 Sheffield City Region Mayoral Combined Authority) avant de prendre son nom actuel en septembre 2021.

## Composition
L'autorité combinée regroupe les villes de Doncaster et Sheffield, ainsi que les deux districts métropolitains de Barnsley et de Rotherham.

## Pouvoirs
L'autorité combinée est dotée de pouvoirs en matière de transports publics, de développement économique et de renouvellement urbain. La politique de transport est assurée par l'organisme fonctionnel Travel South Yorkshire.

## Politique et administration
L'autorité combinée est dirigée par un conseil formé des dirigeants des conseils des quatre collectivités membres, ainsi que, depuis 2018, d'un maire élu au suffrage universel pour un mandat de quatre ans.
| Période    | Période    | Identité       | Étiquette          | Qualité |
| ---------- | ---------- | -------------- | ------------------ | ------- |
| 7 mai 2018 | 8 mai 2022 | Dan Jarvis     | Parti travailliste |         |
| 8 mai 2022 | En cours   | Oliver Coppard | Parti travailliste |         |